# Josef Lapid

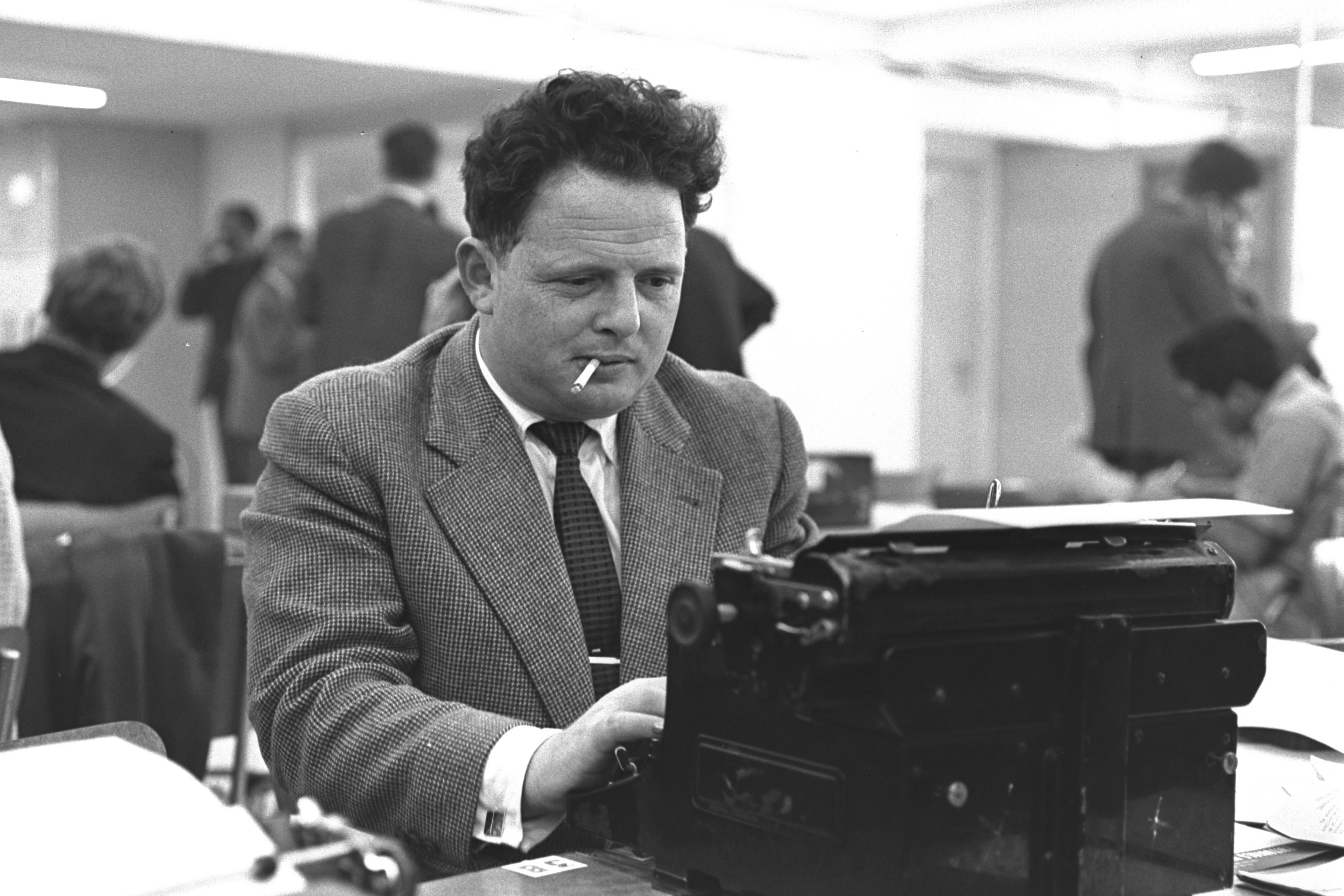
Josef Lapid (1961)

Josef „Tommy“ Lapid (hebräisch יוסף לפיד, englische Transkription Yosef Lapid) (* 27. Dezember 1931 in Novi Sad, Königreich Jugoslawien; † 1. Juni 2008 in Tel Aviv) war Vorsitzender der liberal-säkularen Schinui-Partei und Justizminister sowie Vizepremier Israels.

## Leben

### Frühe Jahre
Lapid wurde als Tomislav Lampel als Mitglied der ungarisch-jüdischen Minderheit der Vojvodina geboren. Im Alter von 12 Jahren erlebte er die Verschleppung seines Vaters und seiner Großmutter durch die Nationalsozialisten. Mit knapper Not konnte seine Mutter mit ihm nach Budapest flüchten, wo er im Ghetto im Stadtteil Erzsébetváros den Rest des Zweiten Weltkrieges sowie den Holocaust überlebte; sein Vater und seine Großmutter wurden im KZ Mauthausen kurz vor dessen Befreiung ermordet. Diese Flucht mit dem Verlust der Heimat war für Lampel der Moment, in dem er nach eigenen Angaben Zionist wurde.

### Auswanderung nach Israel und Karriere als Journalist
1948 wanderte Lampel als 17-Jähriger nach Israel aus. Dort leistete er bei den israelischen Streitkräften seinen Wehrdienst als Mechaniker. Danach studierte er Jura an der Universität Tel Aviv. Ephraim Kishon wurde dort auf Lampel aufmerksam und gewann ihn als Mitarbeiter für die ungarisch-sprachige Zeitung Új Kelet, die damals von der sozialdemokratischen MAPAI-Partei herausgegeben wurde. Kishon stellte ihn auch dem Gründungsherausgeber der hebräischen Tageszeitung Maariv, Ezriel Carlebach, vor. Carlebach riet ihm zu einer Hebraisierung seines Namens, worauf er den Namen Lapid annahm. Seit 1955 arbeitete Josef Lapid als Journalist bei Maariv. 44 Jahre lang wirkte er im Dienst dieser Zeitung, die längste Zeit davon als Chefredakteur und Mitglied des Herausgeberstabes.
Später wurde Lapid Finanzdirektor der Israel Broadcasting Authority und Vorsitzender der Israelischen Union des Kabelfernsehens. Von 1979 bis 1984 war der Journalist Generaldirektor des staatlichen israelischen Rundfunks Kol Israel. Den Fernsehfilm von Ram Loewy, eine Verfilmung des Romans Chirbet Chizʿah nach S. Yizhar von 1978 im Kontext des soeben besetzten Westjordanlands im Juni 1967, beschuldigte er zu „lügen“.
Prägend für seinen journalistischen Stil war der damals als führend geltende Journalist Rudolf Rezső Israel Kasztner, der 1957 nach einem umstrittenen Prozess ermordet wurde. Lapid war einer der ersten, die sich um eine Rehabilitation Kasztners bemühten, und ließ sich für den Film Killing Kasztner (2008) interviewen.

### Politik
Von Februar 2003 bis zum Bruch der Koalition im Dezember 2004 war er israelischer Justizminister und Vizepremier. Als amtierender Justizminister sorgte Lapid mit seiner Kritik an der israelischen Militäroperation Operation Regenbogen im Gazastreifen (Rafah) für Empörung im Kabinett, da er eine Parallele zum Holocaust zog: Das Bild einer alten Palästinenserin in den Trümmern ihres Hauses erinnere ihn „an meine Großmutter im Holocaust“. Es gebe keine Vergebung für Menschen, die eine alte Frau so behandelten. Diese Bemerkung stieß bei den Hardlinern in der regierenden Likud-Partei, darunter Premier Ariel Scharon, auf Empörung.
Als israelischer Oppositionsführer war Lapid, der letzte Überlebende des Holocaust in der Knesset, weiterhin als Politiker aktiv. Unter seinem Vorsitz erlebte die Schinui-Partei einen nennenswerten Aufstieg.
Den Wunsch des Palästinenserführers Jassir Arafat, nach seinem Tod in Jerusalem begraben zu werden, lehnte Lapid mit der Begründung ab, dass man arabischen Terroristen diese Möglichkeit nicht einräumen werde.

### Rückzug aus der Politik
Im Juli 2006 löste Lapid Schewach Weiss als Vorsitzenden des Yad Vashem Council ab und bekleidete dieses Amt bis zu seinem Tod.

## Privates
Lapid war mit der Schriftstellerin Schulamit Lapid verheiratet, mit der er zwei Töchter und einen Sohn hatte. Die älteste Tochter Michal kam 1984 bei einem Autounfall ums Leben. Der Sohn Yair Lapid wechselte wie sein Vater 2012 vom Journalismus in die Politik und gründete die Partei Jesch Atid.
Josef Lapid war Präsident des israelischen Schachverbandes.

## Preise
- 1998: Sokolov-Preis